# بيل كرايغ
بيل كرايغ (بالإنجليزية: Bill Craig) هو سباح أمريكي، ولد في 16 يناير 1945 في كولفر سيتي في الولايات المتحدة، وتوفي في 2017 في شاطئ نيوبورت في الولايات المتحدة بسبب ذات الرئة.

## روابط خارجية
- بيل كرايغ على موقع الاتحاد الدولي للسباحة (الإنجليزية)
- بيل كرايغ على موقع أوليمبيديا (الإنجليزية)